# Halszka Tutaj-Gasińska
Halszka Tutaj-Gasińska – polska matematyk, doktor habilitowana nauk matematycznych. Specjalizuje się w geometrii algebraicznej. Adiunkt Katedry Geometrii Algebraicznej i Teorii Liczb Instytutu Matematyki Wydziału Matematyki i Informatyki Uniwersytetu Jagiellońskiego. Córka Edwarda Tutaja, żona Leszka Gasińskiego.

## Życiorys
Matematykę ukończyła na Uniwersytecie Jagiellońskim w 1990, gdzie po studiach została zatrudniona. Stopień doktorski uzyskała w 1996 broniąc pracy pt. Injectivity of Regular Mappings, przygotowanej pod kierunkiem Ludwika Drużkowskiego. Habilitowała się na macierzystej uczelni w 2009. Poza macierzystym Uniwersytetem Jagiellońskim pracuje także jako profesor nadzwyczajny w Instytucie Matematyczno-Przyrodniczym Państwowej Wyższej Szkole Zawodowej w Tarnowie.
Swoje prace publikowała w takich czasopismach jak m.in. „Proceedings of the American Mathematical Society”, „Annales Polonici Mathematici”, „Mathematische Nachrichten”, „Journal of Pure and Applied Algebra" oraz „Geometriae Dedicata".
Należy do Polskiego Towarzystwa Matematycznego.